# ريكاردو فييت
ريكاردو فييت (مواليد 24 سبتمبر 1976) هو مُقاتل فنون قتالية مختلطة هُولندي.

## وصلات خارجية
- ريكاردو فييت على موقع شيردوغ (الإنجليزية)